# Kolonia Przylądkowa na Letnich Igrzyskach Olimpijskich 1904
Kolonia Przylądkowa na Letnich Igrzyskach Olimpijskich 1904 wystąpiła po raz pierwszy w letniej olimpiadzie i reprezentowana była przez 8 sportowców - byli to sami mężczyźni. Zawodnicy ci startowali w dwóch konkurencjach - przeciąganiu liny i lekkoatletyce. Żadnemu ze sportowców nie udało się zdobyć medalu.

## Rezultaty

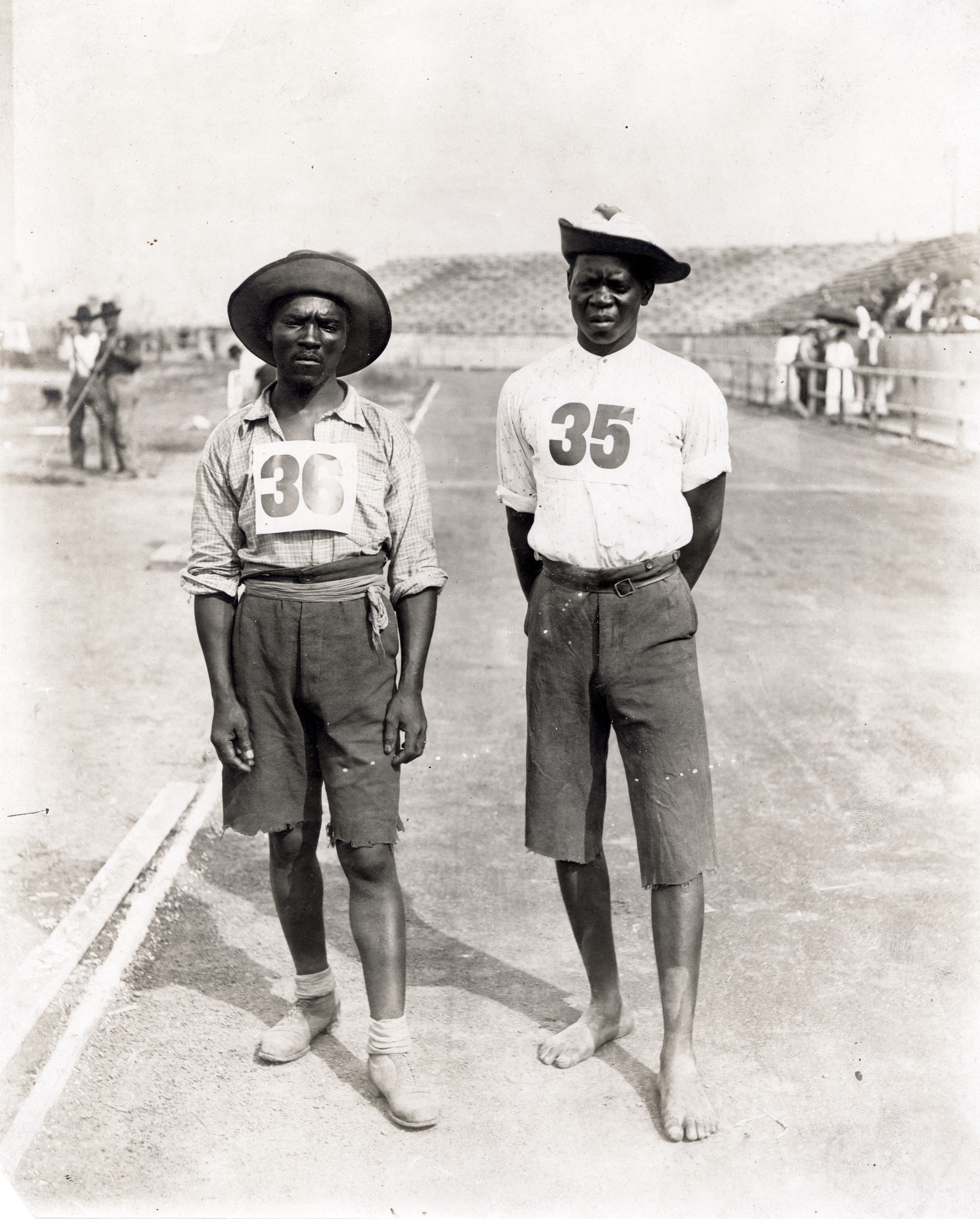
Zawodnicy Kolonii Przylądkowej w maratonie mężczyzn - Len Taunyane (z lewej) oraz Jan Mashiani z plemienia Tswana.

### Lekkoatletyka
| Konkurencja      | Miejsce | Zawodnicy     | Finał        |
| ---------------- | ------- | ------------- | ------------ |
|                  |         |               |              |
| Maraton mężczyzn | 9.      | Len Taunyane  | ?            |
| Maraton mężczyzn | 12.     | Jan Mashiani  | ?            |
| Maraton mężczyzn | —       | Bertie Harris | Nie ukończył |
|                  |         |               |              |

### Przeciąganie liny
| Konkurencja     | Miejsce | Zawodnicy                                                                                 | Ćwierćfinały                         | Półfinały      | Finał          | Półfinał o srebro | Finał o srebro |
| --------------- | ------- | ----------------------------------------------------------------------------------------- | ------------------------------------ | -------------- | -------------- | ----------------- | -------------- |
|                 |         |                                                                                           |                                      |                |                |                   |                |
| Zawody mężczyzn | 5.      | Burowie: Pieter Hillense Pieter Lombard Johannes Schutte Paulus Visser Christopher Walker | Przegrana z: Milwaukee Athletic Club | Nie awansowali | Nie awansowali | Nie awansowali    | Nie awansowali |
|                 |         |                                                                                           |                                      |                |                |                   |                |